# Yon Hyong-muk
Yon Hyong-muk (hangul: 연형묵; 3 de novembro de 1931 - 22 de outubro de 2005), também escrito Yong Hyong-muk, foi um político de longa data na Coreia do Norte e, no auge de sua carreira, a figura mais poderosa do país fora da família Kim. Exerceu o cargo de primeiro-ministro da Coreia do Norte entre 1988 e 1992.
Ele nasceu no Condado de Kyongwon, Kankyōhoku-dō, Coreia, Império do Japão (hoje na Província de Hamgyong do Norte, Coreia do Norte) e tinha uma forte formação revolucionária em sua família. Ele foi educado localmente e empregado como trabalhador rural. Yon foi educado na Tchecoslováquia e, na década de 1950, estava firmemente estabelecido na hierarquia do Partido dos Trabalhadores da Coreia . Em 1967 foi eleito deputado à Assembleia Popular Suprema.
Durante a década de 1970, Yon avançou ainda mais dentro do Partido e, em meados da década de 1980, era considerado a quarta figura mais poderosa da Coreia do Norte, atrás apenas de Kim Il Sung, Kim Jong-Il e do veterano marechal e ministro da Defesa, O Jin-u. Ele foi candidato a membro do Politburo desde o início dos anos 1980 e tornou-se primeiro-ministro da Coreia do Norte em 1989. Nesse período, Yon também atuou como Ministro da Indústria Pesada, consolidando seu papel no influente setor de armamentos do país.
Nesse período, como Kim Il Sung e O Jin-u já tinham passado dos oitenta anos, Yon assumiu um papel importante nas relações entre a Coreia do Norte e a Coreia do Sul . Ele trabalhou arduamente neste campo como Primeiro-Ministro e foi considerado o principal negociador por trás do Acordo de Reconciliação, Não-Agressão e Trocas e Cooperação entre o Sul e o Norte (também conhecido como "Acordo Básico Sul-Norte") de 1991. Na época, ele chamou isso de "a conquista mais valiosa já alcançada entre as autoridades da Coreia do Sul e da Coreia do Norte".  Durante o resto da década de 1990, Yon foi a figura principal por trás dos esforços para reconciliar as duas Coreias.
Na década de 2000, a saúde de Yon encontrava-se debilitada e seu papel na política norte-coreana havia se tornado amplamente cerimonial. Ele faleceu, provavelmente em decorrência de um câncer de pâncreas, para o qual havia recebido tratamento na Rússia em 2004, no altamente protegido Hospital Clínico Central.
Yon recebeu a Ordem de Kim Il Sung, Herói do Trabalho e outros prêmios.

## Morte e funeral
Yon morreu em 22 de outubro de 2005. Foi nomeado um comitê funerário presidido por Jo Myong-rok.
 

## Publicações
- Yon Hyong-muk (julho de 1988). «Revolutionary Optimism Is the Traditional Revolutionary Spirit of Our People, Who Victoriously Pushed Their Way Through the Arduous and Rigorous Road of Revolution» (PDF). Kulloja. OCLC 9516938. Cópia arquivada (PDF) em 26 de fevereiro de 2017